# 新坝镇 (连云港市)
新坝镇，是中华人民共和国江苏省连云港市海州区下辖的一个乡镇级行政单位。

## 行政区划
新坝镇下辖以下地区：
大屯村、大穆村、魏口村、樊庄村、普安村、新西村、新坝村、四里村、陈户村、武圩村、墙匡村、沙杭村、王付村、小荡村、朱圩村和大井村。